# Torre de Talaixà
La Torre de Talaixà és un edifici de Montagut i Oix (Garrotxa) declarat Bé Cultural d'Interès Nacional.

## Descripció
Es troba a poca distància del poble de Talaixà, al costat del camí que mena al Comanegra, damunt un petit pujolet. És una torre de guaita de planta rectangular, adaptada al terreny. Es poden veure les dovelles que formaven la porta d'entrada. Els murs són de grans pedres poc tallades.

## Història
Segons Ramon Sala i Narcís Puigdevall, l'estructura de la torre permet datar-la a cavall dels segles xiv i xv.